# 温泉寺 (日光市)
温泉寺（おんせんじ）は、栃木県日光市湯元にある天台宗の寺院で、輪王寺の別院となっている。山号は日光山。本尊は薬師如来。
庫裏には、薬師湯という源泉かけ流しの男女別の湯船があり、誰でも入浴できるようになっている。期間は4月中旬から11月下旬まで。

## 歴史
この寺は、788年（延暦7年）輪王寺を開いた勝道によって創建されたと伝えられる。

## 泉質
含硫黄‐カルシウム・ナトリウム‐硫酸塩・炭酸水素塩泉。泉温は71.4℃。

## 周辺
- 湯ノ湖
- 日光湯元温泉
- 日光湯元温泉スキー場